# Самелюк Богдан Юліанович
 Самелюк Богдан Юліанович (21 травня 1932 — 16 вересня 2001) — педагог, науковець, кандидат біологічних наук, доцент кафедри фізики Івано-Франківського національного технічного університету нафти і газу. Автор численних наукових праць, кількох десятків раціоналізаторських пропозицій в галузі медичної кібернетики та біофізики, низки методичних матеріалів для студентів та посібника з фізики для старших класів середніх навчальних закладів.

## Життєпис
Народився 21 травня 1932 р.в мальовничому селі Рошнів Станиславівського воєводства Республіки Польща (тепер Тисменицький район Івано-Франківської області), помер 16 вересня 2001 р. в м. Івано-Франківську.
Життєва і професійні долі випали йому надзвичайно круті та бурхливі. 

Завзятість та наполегливість до навчання допомогло хлопцеві із села самотужки пройти шлях від учня Станіславської гімназії до студента факультету фізики Станіславського державного педагогічного інституту (1952 р.). Після закінчення якого (1956 р.) 13-ть років вчителювання в школах Прикарпаття, де було ним проявлено найкращі якості вчителя.

Його талант до викладацької роботи та нерозкритий потенціал науковця не міг бути не поміченим. В 1969 році був запрошений на кафедру фізики в Івано-Франківський медичний інститут, а в 1982 році в Івано-Франківський інститут нафти і газу.

Паралельно з викладацькою роботою займався ще й наукою, плодами якої стали численні наукові праці, захист дисертації в 1975 році в Київському університеті ім. Т.Шевченка та присвоєння вченого ступеню кандидата біологічних наук, а в 1985 році присвоєно вчене звання доцента по кафедрі фізики Івано-Франківського національного технічного університету нафти і газу.

З року в рік від лекції до лекції, від підручника до підручника вдосконалюючи свій досвід він завоював високий авторитет, як талановитий науковець і досвідчений педагог.
Протягом всього життя рушійною силою його починань була любов до людей. Всі сили положив на передачу своїх знань дітям, задля того, щоб його учні в майбутньому стали ядром українського суспільства, послідовниками в передачі знань і умінь наступним поколінням. 

Ще багато було заплановано, ще багато хотілось зробити, але довготривала і виснажлива хвороба перешкодила цьому.

Дружина Луїза (1936 р.н.), донька Світлана (1958 р.н.), син Олег (1971 р.н.), внучки Людмила (1980 р.н.), Анастасія (1997 р.н.), Віталіна (13.04.2007-08.09.2018), правнук Роман (2008 р.н.)
| Володимир Вернадський | Це незавершена стаття про українського науковця. Ви можете допомогти проєкту, виправивши або дописавши її. |